# Lolliguncula diomedeae
Lolliguncula diomedeae är en bläckfiskart som först beskrevs av William Evans Hoyle 1904.  Lolliguncula diomedeae ingår i släktet Lolliguncula och familjen kalmarer. Inga underarter finns listade i Catalogue of Life.